# 神代三剣
神代三剣（かみよさんけん）とは、日本の神話時代（神代）から伝わるとされる剣。

## 概要
天叢雲剣（あまのむらくものつるぎ、あめのむらくものつるぎ）
三種の神器の一つで、熱田神宮の神体である。草薙剣（くさなぎのつるぎ・くさなぎのけん）・都牟刈の大刀（つむがりのたち）・八重垣剣（やえがきのつるぎ）とも称される。三種の神器の中では天皇の持つ武力の象徴であるとされる。

布都御魂（ふつのみたま）
記紀神話に現れる霊剣。韴霊剣、布都御魂剣（ふつみたまのつるぎ）とも言う。佐士布都神（さじふつのかみ）、甕布都神（みかふつのかみ）とも言い、「ふつ」は物を断ち切る音を表す。

天羽々斬（あめのはばきり）
日本神話に登場する刀剣。天羽々斬剣（あめのはばきりのつるぎ）、布都斯魂剣（ふつしみたまのつるぎ）とも言う。「十握剣」「十拳剣」「十掬剣」など様々に表記される。ただし、十握剣については様々な場面で登場していることや、「10束（束は長さの単位で、拳1つ分の幅）の長さの剣」という意味の名前であることから、一つの剣の固有の名称ではなく、長剣の一般名詞と考えられ、それぞれ別の剣であるとされる。